# Championnats du monde Pro de ski de vitesse 2001
Navigation
2000 Pro 2002 Pro
Les Championnats du monde Pro de ski de vitesse 2001 (appelés aussi Mondial Pro) se sont déroulés le 3 avril 2001 aux Arcs sous l'égide de l'association France Ski de vitesse.

## Organisation
Ils se disputent sur une épreuve unique disputée sur une piste sans limitation de vitesse (alors que les épreuves de cette époque organisées par la FIS  sont limitées à 200 km/h).
Ce ne sont pas les uniques championnats du monde organisés en 2000 car la FIS a organisé ses propres championnats du monde à Breuil-Cervinia trois jours plus tôt. De nombreux skieurs participent aux 2 compétitions.

## Podiums

### Hommes
| Épreuves | Or              | Argent        | Bronze         |
| -------- | --------------- | ------------- | -------------- |
| S1       | Laurent Sistach | Ross Anderson | Martin Lachaud |

### Femmes
| Épreuves | Or               | Argent           | Bronze       |
| -------- | ---------------- | ---------------- | ------------ |
| S1       | Karine Dubouchet | Jaana Viitasaari | Tracie Sachs |

## Résultats détaillés

### Hommes S1
| \| Rang \| Skieur \| Vitesse \| \| ------------------ \| ------------------ \| ------------ \| \| Médaille d'or \| Laurent Sistach \| 202,020 km/h \| \| Médaille d'argent \| Ross Anderson \| 200,557 km/h \| \| Médaille de bronze \| Martin Lachaud \| 200,334 km/h \| \| 4 \| Philippe Goitschel \| 200,222 km/h \| \| 5 \| Jukka Viitasaari \| 200,111 km/h \| \| 6 \| Philippe May \| 199,677 km/h \| \| 7 \| Johan Rousseau \| 199,336 km/h \| \| 7 \| John Hembel \| 199,336 km/h \| \| 9 \| Jyrki Jokipii \| 199,005 km/h \| \| 10 \| Roger Stump \| 198,675 km/h \| |                    |              |
| Rang | Skieur             | Vitesse      |
| Médaille d'or | Laurent Sistach    | 202,020 km/h |
| Médaille d'argent | Ross Anderson      | 200,557 km/h |
| Médaille de bronze | Martin Lachaud     | 200,334 km/h |
| 4 | Philippe Goitschel | 200,222 km/h |
| 5 | Jukka Viitasaari   | 200,111 km/h |
| 6 | Philippe May       | 199,677 km/h |
| 7 | Johan Rousseau     | 199,336 km/h |
| 7 | John Hembel        | 199,336 km/h |
| 9 | Jyrki Jokipii      | 199,005 km/h |
| 10 | Roger Stump        | 198,675 km/h |

### Femmes S1
| \| Rang \| Skieuse \| Vitesse \| \| ------------------ \| ---------------- \| ------------ \| \| Médaille d'or \| Karine Dubouchet \| 196,507 km/h \| \| Médaille d'argent \| Jaana Viitasaari \| 192,410 km/h \| \| Médaille de bronze \| Tracie Sachs \| 192,102 km/h \| \| 4 \| Kati Metsäpelto \| 187,305 km/h \| \| 5 \| Tamura Kaori \| 183,955 km/h \| |                  |              |
| Rang | Skieuse          | Vitesse      |
| Médaille d'or | Karine Dubouchet | 196,507 km/h |
| Médaille d'argent | Jaana Viitasaari | 192,410 km/h |
| Médaille de bronze | Tracie Sachs     | 192,102 km/h |
| 4 | Kati Metsäpelto  | 187,305 km/h |
| 5 | Tamura Kaori     | 183,955 km/h |